# Фукс, Вирджиния
Вирджиния (Джинни) Фукс (англ. Virginia "Ginny" Fuchs; род. 9 марта 1988, Хьюстон, Техас) — американский боксёр. Призёр чемпионата мира 2018 года. Чемпионка Панамериканского чемпионата по боксу 2017 года. Член сборной США по боксу.

## Карьера
На международных соревнованиях по боксу выступает с 2008 года.
Двукратная победительница национального чемпионата США в весовой категории до 51 кг (2016, 2017 гг.).
В 2017 году на Панамериканском чемпионате в Гондурасе, Вирджиния завоевала золотую медаль в весовой категории до 51 кг.
На 10-м чемпионате мира по боксу среди женщин в Индии, в поединке 1/2 финала, 23 ноября 2018 года, американская спортсменка встретилась с корейской спортсменкой Пан Чол Ми, уступила ей 0:5 и завершила выступление на мировом первенстве, завоевав бронзовую медаль.